# Родина (Аркалицька міська адміністрація)
Ро́дина (каз. Родина) — село у складі Аркалицької міської адміністрації Костанайської області Казахстану. Адміністративний центр Родинського сільського округу.
До 1997 року село було адміністративним центром Аркалицького району. Певний час село було у складі міста Аркалик.
Населення — 2535 осіб (2021; 2529 у 2009, 3224 у 1999, 4654 у 1989).